# تپه دینارآباد
تپه دینار آباد مربوط به دوران پیش از تاریخ ایران باستان - دوران‌های تاریخی پس از اسلام است و در شهرستان بهار، بخش لالجین، روستای دینار آباد واقع شده و این اثر در تاریخ ۲۴ فروردین ۱۳۸۲ با شمارهٔ ثبت ۸۰۹۵ به‌عنوان یکی از آثار ملی ایران به ثبت رسیده است.